# Димитър Христов (музикант)
Вижте пояснителната страница за други личности с името Димитър Христов.
Димитър Христов е български композитор, диригент, виртуозен изпълнител на тамбура.

## Биография
Димитър Христов е роден през 1976 г. в гр. Благоевград. Възпитаник е на СМУ „Филип Кутев“ – гр. Котел, специалност тамбура и на Академията за музикално, танцово и изобразително изкуство (АМТИИ) в гр. Пловдив в специалностите дирижиране и композиция.
В периода 1999-2006 г. работи като диригент на хора при ФА „Тракия“ под ръководството на проф. Даниела Дженева, а от 2009 до 2011 г. е главен диригент на ансамбъла. Преподава „Оркестрово дирижиране“, „Инструментознание“ и „Пеене в народен хор“ в АМТИИ от 2003 до 2006 г.
В периода 2006-2008 г. е главен художествен ръководител на Ансамбъл „Пирин“ – Благоевград. От 2009 г. е композитор на Драматичен театър „Никола Вапцаров“ – Благоевград.
Директор е на Фестивала на македонската градска и авторска песен „Македония фолк“ през 2006 и 2007 г., отличен с награда на публиката през 2006 г. и голямата награда през 2007 г. Директор е и на международния фестивал по творчеството на Дико Илиев „Алено мушкато“ – Оряхово.
От октомври 2011 г. е диригент на Оркестъра за народна музика на Българското национално радио.

## Творчество
Димитър Христов е автор на вокално-инструментална музика за различни състави: ФА „Тракия“, ФА „Пирин“, Ансамбъл „Пазарджик“, Северняшкия ансамбъл, „Ева квартет“ и др.
Творческите му изяви прескачат границите на традиционния фолклор – заедно със свои колеги той създава етно-формациите „Булгара“ и „Дива река“.
Пише също танцова и театрална музика за различни състави, сред които са Националният балет на Русия „Игор Моисеев“, Националният оркестър на Русия „Н. И. Осипов“ и Руският академичен концертен оркестър „Боян“.